# Sablia rufula
Sablia rufula är en fjärilsart som beskrevs av George Francis Hampson 1894. Sablia rufula ingår i släktet Sablia och familjen nattflyn. Inga underarter finns listade.